# Cytidia
Cytidia Quél. (talerzyk) – rodzaj grzybów z rzędu powłocznikowców (Corticiales).

## Systematyka i nazewnictwo
Pozycja w klasyfikacji według Index Fungorum: Vuilleminiaceae, Corticiales, Incertae sedis, Agaricomycetes, Agaricomycotina, Basidiomycota, Fungi.
Takson utworzył w 1888 r. Lucien Quélet. Synonimy:
- Corticium sect. Lomatia Fr. 1874
- Cytidia sect. Lomatina (P. Karst.) W.B. Cooke 1951
- Lomatia (Fr.) P. Karst., Bidr. Känn. Finl. Nat. Folk 1889
- Lomatina P. Karst. 1892

Polską nazwę nadał Władysław Wojewoda w 1999 r.
Gatunki:
- Cytidia cristallifera Boidin & Lanq. 1995
- Cytidia pezizoides (Pat.) Pat. 1900
- Cytidia salicina (Fr.) Burt 1924 – talerzyk szkarłatny
- Cytidia sarcoides'' (Fr.) Herter 1910
- Cytidia stereoides W.B. Cooke 1951
- Cytidia tremellosa Lloyd 1912
- Cytidia wettsteinii Bres. 1909

Wykaz gatunków i nazwy naukowe na podstawie Index Fungorum. Nazwy polskie według Władysława Wojewody.